# Sándor Szathmári
Sándor Szathmári (19. červen 1897, Gyula – 16. červenec 1974, Budapešť) byl maďarský inženýr a esperantista.

## Dílo

### Vlastní díla
- Vojaĝo al kazohinio
- Maŝimondo
- Kain kaj Abel

### Překlady
- Cezaro – M. Jelušič
- Sinjorino – M. Jelušič
- Kredu min – C. Rosetti